# Aeroporto Internazionale di Norwich
L'Aeroporto Internazionale di Norwich (IATA: NWI, ICAO: EGSH), in inglese Norwich International Airport, citato anche semplicemente come Aeroporto di Norwich (Norwich Airport), è un aeroporto britannico situato nei pressi del villaggio di Hellesdon, nell'area suburbana della città di Norwich, capoluogo della contea del Norfolk,  nella regione dell'Est dell'Inghilterra (East Anglia). Nel 2014 lo scalo è risultato il ventinovesimo aeroporto per traffico passeggeri.
La struttura è posta all'altitudine di 36 m s.l.m. (117 ft), costituita da un terminal passeggeri, una torre di controllo e da due piste, delle quali solo una, la RWY 09/27, operativa. Questa ha superficie in conglomerato bituminoso, lunga 1 841 m e larga 45 m (6 040 x 148 ft), ed equipaggiata con dispositivi di assistenza all'atterraggio tra i quali un impianto di illuminazione ad alta intensità (HIRL) e indicatore di angolo di approccio PAPI. La seconda, chiusa nel 2006, ha direzione 04/22, superficie in asfalto e viene utilizzata come taxiway.
L'aeroporto possiede una Public Use Aerodrome Licence della CAA (Number P723) ed è abilitato all'uso commerciale civile passeggeri e merci nonché per l'addestramento al volo.